# Apheliona lineolata
Apheliona lineolata är en insektsart som först beskrevs av William Lucas Distant 1918.  Apheliona lineolata ingår i släktet Apheliona och familjen dvärgstritar. Inga underarter finns listade i Catalogue of Life.